# East Sussex Football League
De East Sussex Football League is een Engelse regionale voetbalcompetitie. Er zijn 7 divisies waarvan de hoogste zich op het 11de niveau in de Engelse voetbalpiramide bevindt. De kampioen kan promoveren naar de Sussex County League. In praktijk is de competitie op het 12de niveau want de 3de divisies van de Sussex County League waar de clubs naar promoveren is ook op het 11de niveau.